# El bazar de los malos sueños
El bazar de los malos sueños es una colección de relatos cortos de Stephen King, publicada el 3 de noviembre de 2015. Es la sexta colección de historias cortas de King. Una de las historias, "Obituarios", ganó el Premio Edgar en el 2016 por mejor relato corto, y la colección completa ganó el Premio Shirley Jackson a la mejor colección.
En una publicación hecha en la página de internet oficial de King en el 2014, Stephen anunció la posibilidad de la publicación de una nueva colección de historias cortas a finales de 2015, seguida de la publicación de Finders Keepers. En una entrevista brindada al periódico Toronto Sun el 6 de noviembre de 2014, King anunció el título del libro y dio algunos detalles, comentando que "A finales del 2015 habrá una nueva colección titulada The Bazaar of Bad Dreams, la que contendrá alrededor de 20 historias. Será un libro bastante gordo." En febrero y marzo de 2015, King confirmó que la colección incluiría "Niño Malo" (publicada en 2014 como un e-book en francés y alemán, como un regalo de King a sus fanáticos europeos), "Ur", "Pirotecnia Borracha" y "Una Muerte". La lista completa de historias se publicó en el sitio oficial de King el 20 de abril. The Bazaar of Bad Dreams omite historias contemporáneas escritas por King en colaboración con su hijo Joe Hill ("Throttle" y "In the Tall Grass") y con Stewart O'Nan ("A Face in the Crowd").

## Historias
| Título                             | Publicación original                                   |
| ---------------------------------- | ------------------------------------------------------ |
| Área 81                            | Mile 81 e-book (2011)                                  |
| Premium Harmony                    | The New Yorker (2009)                                  |
| Batman y Robin tienen un altercado | Harper's Magazine (2012)                               |
| La Duna                            | Granta (2011)                                          |
| Niño malo                          | Publicación en francés y alemán                        |
| Una muerte                         | The New Yorker (2015)                                  |
| La iglesia de los huesos           | Playboy (2009)                                         |
| Moralidad                          | Esquire (2009)                                         |
| El más allá                        | Tin House (2013)                                       |
| Ur                                 | Ur e-book (2009)                                       |
| Herman Wouk todavía vive           | The Atlantic (2011)                                    |
| Indispuesta                        | Edición tapa dura de Todo oscuro, sin estrellas (2011) |
| Blockade Billy                     | Blockade Billy (2010)                                  |
| Mister Yummy                       |                                                        |
| Tommy                              | Playboy (2010)                                         |
| El pequeño dios verde de la agonía | A Book of Horrors (2011)                               |
| Ese autobús es otro mundo          | Esquire (2014)                                         |
| Obituarios                         |                                                        |
| Pirotecnia borracha                | Drunken Fireworks audiolibro (2015)                    |
| Trueno de verano                   | Turn Down the Lights (2013)                            |